# 이준섭
이준섭(李俊燮, 1933년 10월 26일~2015년 1월 4일)은 대한민국의 군인 출신의 정치인이다. 제10대 국회의원을 지냈다.
1952년에 해병대 소위로 임관하면서 군 경력을 시작했으며 5·16 군사 정변을 일으켰다. 1972년에 대령으로 예편했다. 예편 이후 중앙정보부 총무과장, 정보과장을 역임했다.

## 주요 경력
- 대한민국 해병대 소위 임관(1952년)
- 한국 전쟁 참전(1952년~1953년)
- 5·16 군사 정변 참여(1961년)
- 베트남 전쟁 참전(1965년~1966년)
- 대한민국 해병대 대령 예편(1972년)
- 중앙정보부 총무과장
- 중앙정보부 정보과장
- 중앙정보부 보안과장
- 중앙정보부 총무국 부국장
- 총무국 부국장 겸 국장 대리
- 중앙정보부 관리관
- 재향군인회 충남지회 대표위원 겸 고문
- 한국노총 충남협의회 총무위원 겸 고문
- 한국부인회 충남지회 전임위원 겸 고문
- 전국마을금고연합회 충남지회 대표최고위원 겸 고문
- 민주공화당 충남 연기, 대덕, 금산 지역 지구당위원장
- 민주공화당 국회 원내부총무
- 제10대 국회의원(충남 금산군·대덕군·연기군, 민주공화당→무소속)
- 한국석유개발공사 부사장
- 연세대학교 행정대학원 동문회 부회장
- 대한송유관공사 사장
- 사단법인 한국산업안전협회 회장 겸 이사장
- 신민주공화당 최고위원
- 자유민주연합 고문
- 해병 소령 이인호 선생 추모회 발기위원장 직무대리
- 포항대학교 객원교수
- 홍익대학교 객원교수
- 단국대학교 초빙교수

## 역대 선거 결과
| 실시년도 | 선거   | 대수 | 직책     | 선거구                    | 정당       | 득표수   | 득표율          | 순위 | 당락 | 비고 |
| -------- | ------ | ---- | -------- | ------------------------- | ---------- | -------- | --------------- | ---- | ---- | ---- |
| 1978년   | 총선   | 10대 | 국회의원 | 충남 금산군·대덕군·연기군 | 민주공화당 | 63,585표 | \| \| 41.09% \| | 1위  |      | 초선 |
|          | 41.09% |      |          |                           |            |          |                 |      |      |      |